# Elisabeth Micheler-Jones
Elisabeth Micheler-Jones, född den 30 april 1966 i Augsburg, Tyskland, är en tysk kanotist.
Hon tog OS-guld i K-1 i slalom i samband med de olympiska kanottävlingarna 1992 i Barcelona.